# Wladimir Leonidowitsch Swiderski
Wladimir Leonidowitsch Swiderski (russisch Владимир Леонидович Свидерский; * 19. September 1931 in Leningrad; † 18. Januar 2013 in Moskau) war ein sowjetisch-russischer Physiologe.

## Leben
Swiderski, Sohn eines Lebensmittelchemikers und einer Agronomin, legte 1950 das Abitur mit einer Silbermedaille ab. Anschließend studierte er an der Militärmedizinischen Akademie S. M. Kirow und schloss diese 1956 mit Auszeichnung ab. Darauf diente er in Sewastopol als Chef des medizinischen Dienstes.
1958 trat Swiderski als Laborant in das 1956 von Leon Abgarowitsch Orbeli gegründete Setschenow-Institut für Evolutionsphysiologie und Biochemie der Akademie der Wissenschaften der UdSSR (AN-SSSR, seit 1991 Russische Akademie der Wissenschaften (RAN)) in Leningrad ein, in dem er schließlich das Laboratorium für Neurophysiologie der Wirbellosen leitete. 1963 verteidigte er mit Erfolg seine Kandidat-Dissertation über die Rolle des zentralen und des sympathischen Nervensystems bei der Funktion der schnellen Muskeln von Insekten. Die Bewegungssteuerung bei Insekten und anderen wirbellosen Tieren blieben sein Forschungsschwerpunkt. Er gehörte zu den Begründern des evolutionären Ansatzes zur Erforschung des Bewegungsverhaltens von Tieren. 1971 verteidigte er mit Erfolg seine Doktor-Dissertation über die Kontrollmechanismen der Nerven bei der schnellen Muskelfunktion der Insekten. 1978 folgte die Ernennung zum Professor.
1981 wurde Swiderski Direktor des Setschenow-Instituts, nachdem der bisherige Direktor Wladimir Alexandrowitsch Gowyrin das Institut verlassen hatte. Im selben Jahr wurde er zum Korrespondierenden Mitglied der AN-SSSR gewählt. 1987 wurde er zum Vollmitglied der AN-SSSR gewählt.
2004 ging Swiderski in den Ruhestand. Sein Nachfolger wurde Nikolai Petrowitsch Wesjolkin.
Swiderski wurde auf dem St. Petersburger Bogoslowskoje-Friedhof begraben.

## Ehrungen, Preise
- Orbeli-Preis der AN-SSSR (1986)[4]
- Ehrenzeichen der Sowjetunion (1987)[3]
- Staatspreis der UdSSR (1987)
- Orden der Ehre (1999)[5]
- Ehrendoktor der Militärmedizinischen Akademie S. M. Kirow[2]